# 圣热尼迪耶尔萨克
圣热尼迪耶尔萨克（法語：Saint-Genis-d'Hiersac，法語發音：[sɛ̃ ʒəni djɛʁsak]，意为“耶尔萨克的圣热尼”）是法国夏朗德省的一个市镇，属于昂古莱姆区。

## 地理
圣热尼迪耶尔萨克（45°45'0"N, 0°1'43"E）面积19.08 平方千米，位于法国新阿基坦大区夏朗德省，该省份为法国西部内陆省份，北起德塞夫勒省和维埃纳省，东临上维埃纳省，东南至多尔多涅省，南至多爾多涅省，西接滨海夏朗德省。
与圣热尼迪耶尔萨克接壤的市镇（或旧市镇、城区）包括：努埃尔河畔阿涅尔、马尔萨克、圣阿芒德努埃尔、圣西巴尔多、武阿尔特、热纳克-比尼亚克。

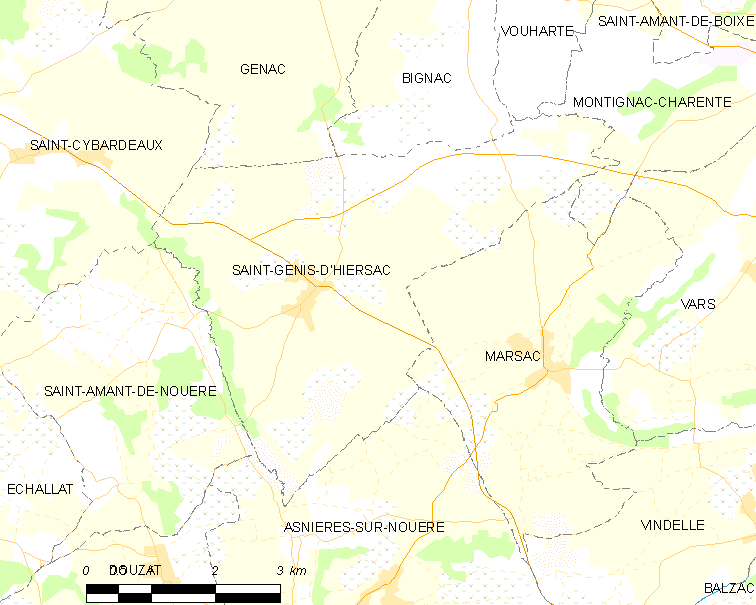
圣热尼迪耶尔萨克的OSM定位图

圣热尼迪耶尔萨克的时区为UTC+01:00、UTC+02:00（夏令时）。

## 行政
圣热尼迪耶尔萨克的邮政编码为16570，INSEE市镇编码为16320。

## 政治
圣热尼迪耶尔萨克所属的省级选区为努埃尔河谷县。

## 人口

1962-2008年间圣热尼迪耶尔萨克人口变化图示

圣热尼迪耶尔萨克于2022年1月1日时的人口数量为915人。